# Segunda División A 1997/98
De Segunda División A 1997/98 was het 67ste seizoen van het tweede niveau van het Spaans voetbalkampioenschap. Voor het eerste namen er 22 ploegen deel.  Dit kwam omdat op het hoogste niveau het aandal ploegen naar 20 teruggebracht werd.Het ging van start op 30 augustus 1997 en eindigde op 16 mei 1998.

## Eindklassement
|     | Club                | WG | W  | G  | V  | DV | DT | P  |                                                     |
| --- | ------------------- | -- | -- | -- | -- | -- | -- | -- | --------------------------------------------------- |
| 1º  | Deportivo La Coruña | 42 | 24 | 10 | 8  | 54 | 25 | 82 | Promotie naar de Primera División                   |
| 2ª  | CF Extremadura      | 42 | 23 | 10 | 9  | 60 | 38 | 79 | Promotie naar de Primera División                   |
| 3º  | UD Las Palmas       | 42 | 19 | 16 | 7  | 72 | 47 | 73 | Eindronde, zonder promotie naar de Primera División |
| 4º  | Villarreal CF       | 42 | 19 | 16 | 7  | 51 | 38 | 73 | Eindronde, met promotie naar de Primera División    |
| 5º  | UE Lleida           | 42 | 18 | 9  | 15 | 50 | 46 | 63 |                                                     |
| 6º  | CD Badajoz          | 42 | 16 | 15 | 11 | 48 | 37 | 63 |                                                     |
| 7º  | Sevilla FC          | 42 | 17 | 11 | 14 | 47 | 44 | 62 |                                                     |
| 8º  | Rayo Vallecano      | 42 | 17 | 7  | 16 | 51 | 48 | 60 |                                                     |
| 9º  | Atlético Madrid B   | 42 | 16 | 12 | 14 | 64 | 49 | 60 |                                                     |
| 10º | SD Eibar            | 42 | 14 | 15 | 13 | 38 | 32 | 57 |                                                     |
| 11º | Hércules CF         | 42 | 14 | 14 | 14 | 46 | 43 | 56 |                                                     |
| 12º | CD Toledo           | 42 | 14 | 14 | 14 | 43 | 48 | 56 |                                                     |
| 13º | CD Leganés          | 42 | 13 | 14 | 15 | 45 | 54 | 53 |                                                     |
| 14º | Albacete Balompié   | 42 | 12 | 15 | 15 | 35 | 59 | 51 |                                                     |
| 15º | CA Osasuna          | 42 | 13 | 11 | 18 | 41 | 53 | 50 |                                                     |
| 16º | CD Ourense          | 42 | 13 | 11 | 18 | 36 | 42 | 50 |                                                     |
| 17º | CD Numancia         | 42 | 10 | 17 | 15 | 33 | 50 | 47 |                                                     |
| 18º | CD Logroñés         | 42 | 10 | 16 | 16 | 38 | 43 | 46 |                                                     |
| 19º | Elche CF            | 42 | 11 | 12 | 19 | 45 | 56 | 45 | Degradatie naar de Segunda División B               |
| 20º | Real Jaén           | 42 | 9  | 18 | 15 | 39 | 52 | 45 | Degradatie naar de Segunda División B               |
| 21º | Xerez CD            | 42 | 8  | 14 | 20 | 24 | 49 | 38 | Degradatie naar de Segunda División B               |
| 22º | Levante UD          | 42 | 8  | 11 | 23 | 37 | 59 | 35 | Degradatie naar de Segunda División B               |

## Play-offs
De uitkomst van de play-offs kon maximaal leiden tot twee extra stijgers naar het hoogste niveau van het Spaans voetbal.  In een eerste duel nam de zestiende uit de hoogste reeks het op tegen de vierde uit de tweede reeks en in een tweede duel nam de zeventiende uit de hoogste reeks het op tegen de derde uit de tweede reeks. Een duel bestond uit één ronde met heen- en terugwedstrijd.  Wanneer een of meerdere filialen bij de vier eersten eindigde schuiven de gekwalificeerden van de tweede reeks een plaats of plaatsen op. 

### Heenwedstrijden
- Villarreal CF - SD Compostela 0-0
- Real Oviedo - UD Las Palmas 3-0

### Terugwedstrijden
- SD Compostela - Villarreal CF 1-1 Uitdoelpunt
- UD Las Palmas - Real Oviedo 3-1

## Topscorers
24 goals
- Igor Gluščević (CF Extremadura)

21 goals
- José Oscar "Turu" Flores Bringas (UD Las Palmas)

20 goals
- José Eloy Jiménez Moreno (Elche CF)

1929 · 1929/30 · 1930/31 · 1931/32 · 1932/33 · 1933/34 · 1934/35 · 1935/36 · 1936/37 · 1937/38 · 1938/39 · 1939/40 · 1940/41 · 1941/42 · 1942/43 · 1943/44 · 1944/45 · 1945/46 · 1946/47 · 1947/48 · 1948/49 · 1949/50 · 1950/51 · 1951/52 · 1952/53 · 1953/54 · 1954/55 · 1955/56 · 1956/57 · 1957/58 · 1958/59 · 1959/60 · 1960/61 · 1961/62 · 1962/63 · 1963/64 · 1964/65 · 1965/66 · 1966/67 · 1967/68 · 1968/69 · 1969/70 · 1970/71 · 1971/72 · 1972/73 · 1973/74 · 1974/75 · 1975/76 · 1976/77 · 1977/78 · 1978/79 · 1979/80 · 1980/81 · 1981/82 · 1982/83 · 1983/84 · 1984/85 · 1985/86 · 1986/87 · 1987/88 · 1988/89 · 1989/90 · 1990/91 · 1991/92 · 1992/93 · 1993/94 · 1994/95 · 1995/96 · 1996/97 · 1997/98 · 1998/99 · 1999/00 · 2000/01 · 2001/02 · 2002/03 · 2003/04 · 2004/05 · 2005/06 · 2006/07 · 2007/08 · 2008/09 · 2009/10 · 2010/11 · 2011/12 · 2012/13 · 2013/14 · 2014/15 · 2015/16 · 2016/17 · 2017/18 · 2018/19 · 2019/20 · 2020/21 · 2021/22 · 2022/23 · 2023/24 · 2024/25